# Pallacanestro Broni 93 2017-2018
Questa voce raccoglie le informazioni riguardanti la Pallacanestro Broni 93 nelle competizioni ufficiali della stagione 2017-2018.

## Stagione
La stagione 2017-2018 della Pallacanestro Broni 93 è la seconda che disputa in Serie A1.

## Verdetti stagionali
Competizioni nazionali
- Serie A1: (24 partite)

stagione regolare e fase a orologio: 8º posto su 10 squadre (8-14);
play-off: perde i quarti di finale contro Schio (0-2).

## Organigramma societario
Area dirigenziale
- Presidente: Bruno Cipolla[2]
- Direttore Generale: Gianluca Caraffini[2]

Area Tecnica
- Allenatore: Roberto Sacchi
- Vice Allenatore e Responsabile settore giovanile: Alessandro Fontana
- Assistente Allenatore: Francesca Zara
- Addetto arbitri: Bruno Comaschi

Area Sanitaria
- Medico sociale: Luigi D'Introno
- Massofisioterapista: Riccardo Mazzocchi

## Rosa
|    | Naz.                   | Ruolo | Sportivo              | Anno | Alt. |  |        |
| -- | ---------------------- | ----- | --------------------- | ---- | ---- |  | ------ |
| 6  | Italia (bandiera)      | G     | Siria Costa           | 1998 | 171  |  |        |
| 7  | Italia (bandiera)      | P     | Giulia Moroni         | 1994 | 170  |  |        |
| 8  | Italia (bandiera)      | G     | Enrica Pavia          | 1989 | 176  |  | (cap.) |
| 9  | Italia (bandiera)      | P     | Valentina Bonasia     | 1994 | 165  |  |        |
| 10 | Stati Uniti (bandiera) | GA    | Julie Wojta           | 1989 | 183  |  | [ 4 ]  |
| 13 | Italia (bandiera)      | C     | Gloria Strozzi        | 1999 | 175  |  |        |
| 14 | Italia (bandiera)      | PG    | Ashley Ravelli        | 1993 | 175  |  |        |
| 17 | Italia (bandiera)      | PG    | Carlotta Crespi       | 1998 | 168  |  |        |
| 18 | Italia (bandiera)      | AC    | Elena Castello        | 1998 | 185  |  |        |
| 20 | Italia (bandiera)      | A     | Carla Colombi         | 2000 | 175  |  | [ 5 ]  |
| 23 | Italia (bandiera)      | PG    | Celeste Baldan        | 2000 | 170  |  |        |
| 24 | Croazia (bandiera)     | AC    | Nina Premasunac       | 1992 | 186  |  |        |
| 30 | Italia (bandiera)      | A     | Margherita Corbellini | 1998 | 175  |  | [ 5 ]  |
| 40 | Italia (bandiera)      | P     | Chiara Fusari         | 1998 | 170  |  |        |
| 44 | Italia (bandiera)      | C     | Valentina Gatti       | 1988 | 190  |  |        |
| 52 | Stati Uniti (bandiera) | C     | Chelsey Odessa Lee    | 1989 | 193  |  | [ 6 ]  |
| 80 | Paesi Bassi (bandiera) | AC    | Chatilla van Grinsven | 1991 | 191  |  | [ 7 ]  |

## Mercato

### Sessione estiva
Confermata la guardia Enrica Pavia, la società ha effettuato i seguenti trasferimenti:
| Acquisti | Acquisti              | Acquisti        | Acquisti   |
| R.       | Nome                  | da              | Modalità   |
| -------- | --------------------- | --------------- | ---------- |
| P        | Giulia Moroni         | Umbertide       | definitivo |
| P        | Valentina Bonasia     | Azzurra Orvieto | definitivo |
| GA       | Julie Wojta           | Le Mura Lucca   | definitivo |
| AC       | Elena Castello        | Reyer Venezia   | definitivo |
| AC       | Nina Premasunac       | Cest. Spezzina  | definitivo |
| A        | Margherita Corbellini | giovanili       | definitivo |
| C        | Valentina Gatti       | Pall. Torino    | definitivo |
| C        | Chelsey Odessa Lee    | Haskovo 2012    | definitivo |

| Cessioni | Cessioni          | Cessioni         | Cessioni       |
| R.       | Nome              | a                | Modalità       |
| -------- | ----------------- | ---------------- | -------------- |
| G        | Amber Stokes      | -                | fine contratto |
| C        | Ndidi Madu        | -                | fine contratto |
| C        | Maaja Bratka      | Saarlouis Royals | fine contratto |
| A        | Arianna Zampieri  | Alpo Basket      | fine contratto |
| PG       | Ilaria Bonvecchio | Edelweiss Albino | fine contratto |
| P        | Agnese Soli       | Eirene Ragusa    | fine contratto |
| P        | Francesca Zara    | -                | ritiro         |
| A        | Alice Richter     | -                | ritiro         |

### Sessione autunnale
| Acquisti | Acquisti              | Acquisti    | Acquisti   |
| R.       | Nome                  | da          | Modalità   |
| -------- | --------------------- | ----------- | ---------- |
| AC       | Chatilla van Grinsven | Galatasaray | definitivo |

| Cessioni | Cessioni           | Cessioni | Cessioni   |
| R.       | Nome               | a        | Modalità   |
| -------- | ------------------ | -------- | ---------- |
| C        | Chelsey Odessa Lee | -        | svincolata |

## Risultati

### Campionato

#### Play-off
| Arbitri: | Luca Maffei (Preganziol) Salvatore Nuara (Selvazzano Dentro) Chiara Corrias (Cordovado) |

|             |          |                 |
| Yacoubou 18 | Punti    | 18 van Grinsven |
| Miyem 5     | Assist   | 4 van Grinsven  |
| Yacoubou 10 | Rimbalzi | 10 Premasunac   |

| Arbitri: | Michele Centonza (Grottammare) Moreno Almerigogna (Trieste) Claudia Ferrara (Ferrara) |

|                     |          |                      |
| van Grinsven 16     | Punti    | 19 Anderson          |
| Pavia, Premasunac 2 | Assist   | 3 quattro giocatrici |
| van Grinsven 7      | Rimbalzi | 11 Yacoubou          |

## Statistiche

### Statistiche di squadra
| Competizione | Punti | In casa | In casa | In casa | In casa | In casa | In trasferta | In trasferta | In trasferta | In trasferta | In trasferta | Totale | Totale | Totale | Totale | Totale | Totale |
| Competizione | Punti | G       | V       | P       | Ptf     | Pts     | G            | V            | P            | Ptf          | Pts          | G      | V      | P      | Ptf    | Pts    | Diff.  |
| ------------ | ----- | ------- | ------- | ------- | ------- | ------- | ------------ | ------------ | ------------ | ------------ | ------------ | ------ | ------ | ------ | ------ | ------ | ------ |
| Serie A1     | 16    | 11      | 4       | 7       | 641     | 725     | 11           | 4            | 7            | 660          | 804          | 22     | 8      | 14     | 1301   | 1529   | -228   |
| Play-off     |       | 1       | 0       | 1       | 54      | 80      | 1            | 0            | 1            | 53           | 73           | 2      | 0      | 2      | 107    | 153    | -46    |
| Totale       | 16    | 12      | 4       | 8       | 695     | 805     | 12           | 4            | 8            | 713          | 877          | 24     | 8      | 16     | 1408   | 1682   | -274   |

### Andamento in campionato
stagione regolare
| Giornata  | 1 | 2 | 3 | 4 | 5 | 6 | 7 | 8 | 9 | 10 | 11 | 12 | 13 | 14 | 15 | 16 | 17 | 18 |
| --------- | - | - | - | - | - | - | - | - | - | -- | -- | -- | -- | -- | -- | -- | -- | -- |
| Luogo     | C | T | C | T | C | C | T | T | C | T  | C  | T  | C  | T  | T  | C  | C  | T  |
| Risultato | V | P | P | P | V | P | P | V | P | P  | P  | V  | P  | V  | V  | P  | V  | P  |
| Posizione | 1 | 6 | 9 | 9 | 8 | 8 | 9 | 8 | 8 | 8  | 8  | 8  | 8  | 7  | 7  | 7  | 7  | 7  |

Legenda:

Luogo: C = Casa; T = Trasferta. Risultato: V = Vittoria; P = Sconfitta.
fase a orologio
| Giornata  | 1 | 2 | 3 | 4 |
| --------- | - | - | - | - |
| Luogo     | C | C | T | T |
| Risultato | V | P | P | P |
| Posizione | 7 | 7 | 7 | 8 |

### Statistiche delle giocatrici
Campionato (stagione regolare, fase a orologio e play-off)
| Giocatrice            | Partite | Partite | Min. | Pun | Tiri da 2 | Tiri da 2 | Tiri da 2 | Tiri da 3 | Tiri da 3 | Tiri da 3 | Tiri Liberi | Tiri Liberi | Tiri Liberi | Rimbalzi | Rimbalzi | Rimbalzi | Palle | Palle | Stopp. | Stopp. | Ass | Falli | Falli | Val. |
| Giocatrice            | Pr      | PG      | Min. | Pun | R         | T         | %         | R         | T         | %         | R           | T           | %           | D        | O        | T        | P     | R     | S      | D      | Ass | F     | S     | Val. |
| --------------------- | ------- | ------- | ---- | --- | --------- | --------- | --------- | --------- | --------- | --------- | ----------- | ----------- | ----------- | -------- | -------- | -------- | ----- | ----- | ------ | ------ | --- | ----- | ----- | ---- |
| Julie Wojta           | 19      | 17      | 606  | 233 | 82        | 175       | 47        | 10        | 28        | 36        | 39          | 51          | 76          | 97       | 34       | 131      | 62    | 35    | 4      | 5      | 69  | 50    | 58    | 292  |
| Ashley Ravelli        | 24      | 24      | 785  | 199 | 25        | 101       | 25        | 42        | 137       | 31        | 23          | 33          | 70          | 38       | 4        | 42       | 43    | 18    | 5      |        | 34  | 52    | 32    | 44   |
| Chatilla van Grinsven | 14      | 14      | 382  | 187 | 69        | 166       | 42        | 0         | 4         | 0         | 49          | 61          | 80          | 84       | 33       | 117      | 58    | 10    | 6      | 11     | 18  | 30    | 54    | 190  |
| Nina Premasunac       | 23      | 23      | 633  | 186 | 71        | 179       | 40        | 4         | 26        | 15        | 32          | 47          | 68          | 113      | 61       | 174      | 55    | 30    | 12     | 16     | 37  | 63    | 66    | 234  |
| Giulia Moroni         | 24      | 24      | 642  | 155 | 32        | 82        | 39        | 24        | 76        | 32        | 19          | 25          | 76          | 64       | 2        | 66       | 62    | 17    | 4      | 1      | 46  | 57    | 42    | 96   |
| Valentina Gatti       | 22      | 18      | 439  | 108 | 46        | 98        | 47        | 0         | 3         | 0         | 16          | 23          | 70          | 47       | 24       | 71       | 37    | 11    | 1      | 4      | 14  | 39    | 25    | 94   |
| Valentina Bonasia     | 19      | 17      | 376  | 93  | 27        | 71        | 38        | 8         | 39        | 21        | 15          | 16          | 94          | 25       | 7        | 32       | 37    | 15    | 3      |        | 21  | 49    | 24    | 20   |
| Chelsey Odessa Lee    | 9       | 8       | 209  | 93  | 33        | 65        | 51        |           |           |           | 27          | 44          | 61          | 33       | 20       | 53       | 21    | 6     | 3      |        | 8   | 17    | 37    | 107  |
| Elena Castello        | 24      | 23      | 367  | 76  | 24        | 64        | 38        | 8         | 23        | 35        | 4           | 10          | 40          | 54       | 3        | 57       | 15    | 6     | 1      | 4      | 12  | 35    | 14    | 57   |
| Enrica Pavia          | 24      | 15      | 314  | 67  | 11        | 34        | 32        | 11        | 34        | 32        | 12          | 17          | 71          | 16       | 7        | 23       | 8     | 9     | 1      |        | 19  | 30    | 27    | 55   |
| Chiara Fusari         | 24      | 13      | 69   | 11  | 2         | 7         | 29        | 2         | 9         | 22        | 1           | 2           | 50          | 6        | 2        | 8        | 7     | 4     | 1      | 1      | 2   | 2     | 3     | 6    |
| Celeste Baldan        | 12      | 2       | 1    | 0   |           |           |           |           |           |           |             |             |             |          |          |          |       |       |        |        |     |       |       |      |
| Gloria Strozzi        | 8       | 1       | 1    | 0   |           |           |           |           |           |           |             |             |             |          |          |          |       |       |        |        |     |       |       |      |
| Margherita Corbellini | 7       | 0       |      |     |           |           |           |           |           |           |             |             |             |          |          |          |       |       |        |        |     |       |       |      |
| Siria Costa           | 6       | 0       |      |     |           |           |           |           |           |           |             |             |             |          |          |          |       |       |        |        |     |       |       |      |